# Válcovenský jez
Válcovenský jez, nazývaný také jez Ostravice, km 22,3, je pevný železobetonový vodní jez na 22,3 km řeky Ostravice na území obce Sviadnov a města Frýdek-Místek v okrese Frýdek-Místek. Geograficky se nachází v nížině Ostravská pánev v Moravskoslezském kraji a na hranici Moravy a Horního Slezska.

## Další informace
Válcovenský jez slouží k regulaci vody v řece Ostravici a také k dodávce provozní vody pro areál Válcovny plechu Frýdek-Místek, které vznikly v Lískovci (části města Frýdek-Místek) v roce 1833 pod názvem Karlova huť v Lískovci. Za tímto účelem je na pravém břehu Ostravice vybudován odtokový vodní kanál. Pro vodáky je umožněno přenášení lodí po levém břehu. V letním období je jez využíván také ke koupání. Jez je celoročně volně přístupný a vedou kolem něj cyklotrasy, např. cyklistická trasa 59.